# Sollebrunn
Sollebrunn is een plaats in de gemeente Alingsås in het landschap Västergötland en de provincie Västra Götalands län in Zweden. De plaats heeft 1434 inwoners (2005) en een oppervlakte van 141 hectare. In Sollebrunn ligt Slot Koberg waarin prinses Désirée van Zweden woont.

## Verkeer en vervoer
Bij de plaats lopen de Riksväg 42 en Länsväg 190.